# Кадріково
Кадрі́ково (рос. Кадриково, башк. Ҡаҙырыҡ) — присілок у складі Бураєвського району Башкортостану, Росія. Входить до складу Тангатаровської сільської ради.
Населення — 7 осіб (2010; 17 у 2002).
Національний склад:
- росіяни — 82 %